# Pontiac R6

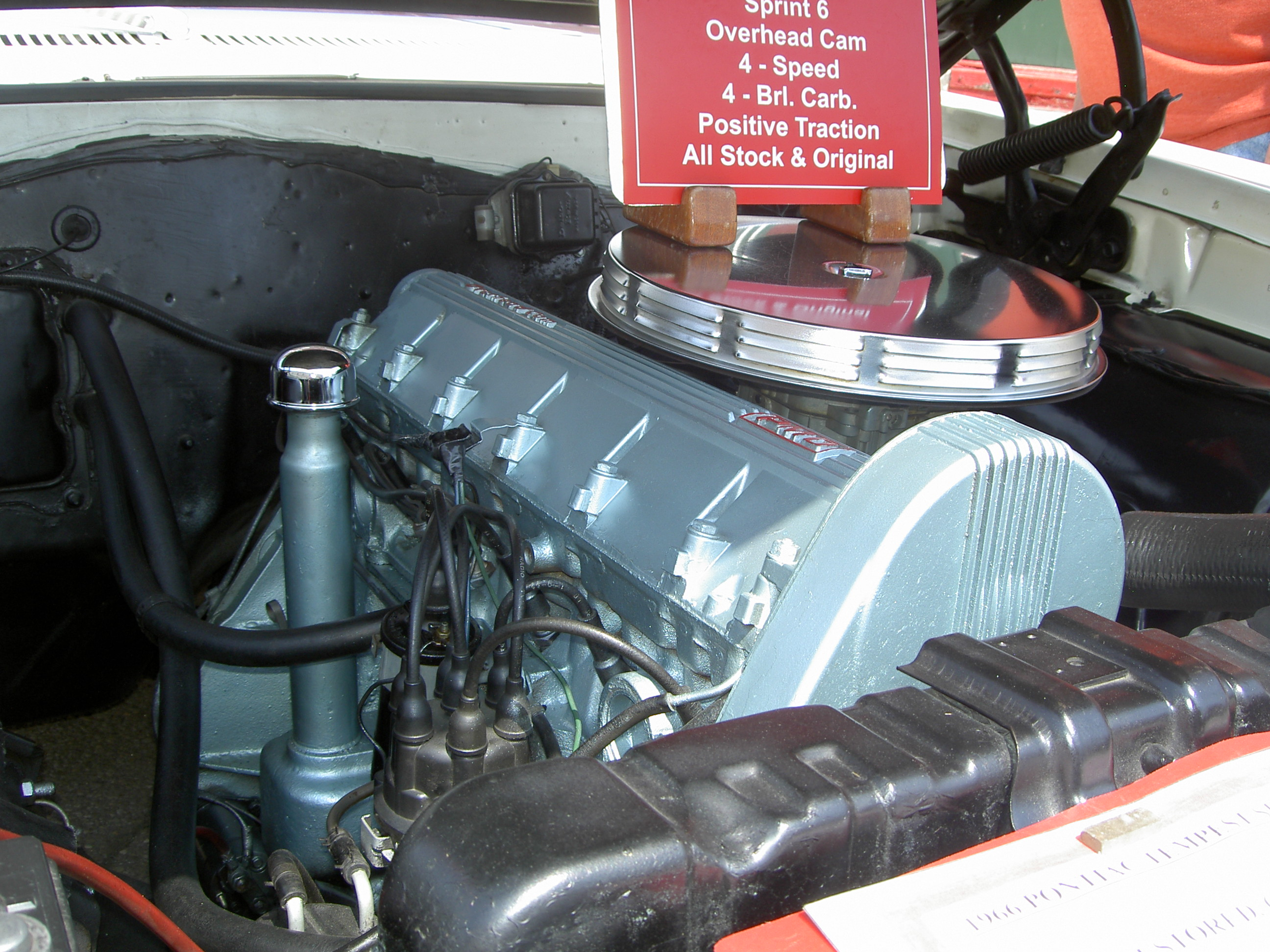
Silnik 230 (3,8 l) OHC 6

Pontiac R6 (z ang. Straight Six) – to rodzina rzędowych silników o sześciu cylindrach, produkowanych przez amerykańskiego producenta samochodów – Pontiaca, należącego do koncernu General Motors.

## Split Head Six
W latach dwudziestych inżynierowie Oakland Motor Car zaprojektowali całkowicie nowy silnik, na potrzeby stworzonej w 1926 roku marki Pontiac. Była to konstrukcja z żeliwnym blokiem i trzema głównymi łożyskami. Cechą charakterystyczną silnika była dwie oddzielne głowice cylindrów. Moduł zapłonowy został zamontowany na szczycie bloku, pomiędzy głowicami. Silnik o pojemności 3,1 l (186,7 cali sześciennych) uzyskał moc 40 KM przy 2400 obr./min. Stopień sprężania wynosił 4,8 : 1.
W 1929 r. pojemność silnika wzrosła do 200 cali (3,3 l). Moc wynosiła 60 KM przy 3000 obr./min. Kompresja została nieznacznie zwiększona do 4,9 : 1. Pod koniec roku 1932 zaprzestano montażu silników Split Head, na rzecz rzędowych silników ośmiocylindrowych.

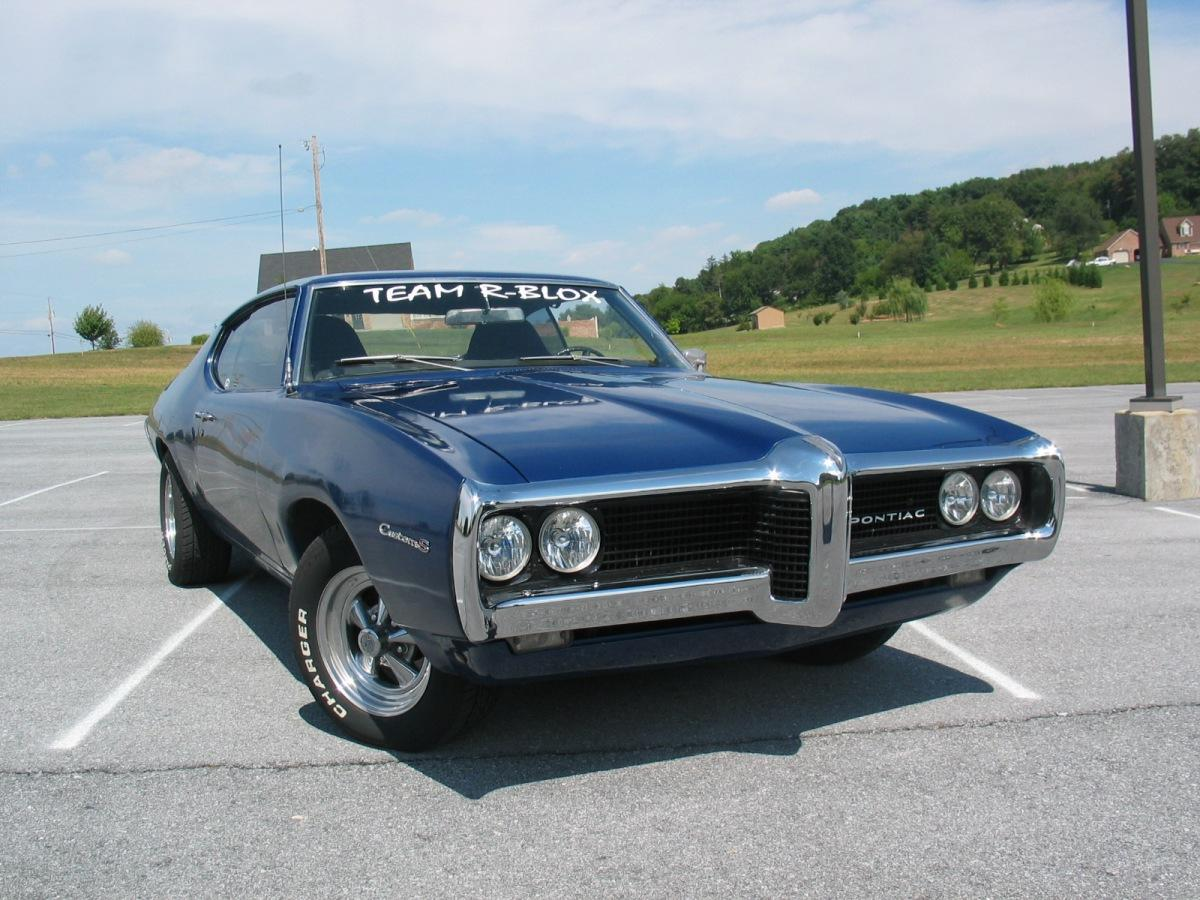
Pontiac Tempest Custom Sprint

## Flathead Six
W 1935 roku Pontiac ponownie wprowadził sześciocylindrowy silnik. Dolnozaworowa jednostka o pojemności 208 cali (3,4 l) wykorzystywała łańcuch rozrządu. Nowy silnik otrzymał konwencjonalną, jednoczęściową głowicę cylindrów. Liczba głównych łożysk została zwiększona do czterech. Podobnie jak silnik Pontiac R8, Flathead 6 charakteryzował się również układem smarowania o dużym ciśnieniu oleju i precyzyjnymi łożyskami tocznymi. Te dwie ostatnie cechy znacznie zwiększyły żywotność i trwałość przy pracy na wysokich obrotach.
Przy współpracy z GMC powstał większa jednostka dolnozaworowa – 223 (3,7 l). Zastosowane w samochodach Pontiac z lat 1937-40 oraz przez GMC w 1938.
Największa dolnozaworowa jednostka 239 (3,9 L) nie różniła się od poprzednich konstrukcji, była używana od 1941 do 1954, tylko w samochodach Pontiac.

## OHV
W latach 1964 – 1965 Pontiac wykorzystywał także zmodyfikowany silnik Chevroleta o pojemności 215 cali sześciennych. Często był on mylnie identyfikowany z silnikiem V8 Small Block konstrukcji Buicka, którego Pontiac używał w ciągu dwóch ostatnich lat. Pontiac 215 był adaptacją jednostki Chevroleta o pojemności 230 cali (3,8 l), z wałkiem rozrządu w bloku silnika.

## OHC 6
John DeLorean, wówczas inżynier Pontiaca, opracował sportowy model koncepcyjny Banshee który wykorzystywał, zmodyfikowaną przez DeLoreana, jednostkę 230 Chevroleta. Chociaż model Banshee nie został wprowadzony do produkcji, jego źródło napędu przetrwało i znalazło zastosowanie w samochodach seryjnych. Silnik otrzymał pojedynczy wałek rozrządu w głowicy cylindrów (SOHC). został wprowadzony przez Pontiaca w roku modelowym 1966, jako standardowy silnik w modelu Tempest. Jednostka znana jako OHC 6 miała wspólne wymiary wewnętrzne z silnikiem OHV Chevroleta, lecz posiadała unikalny żeliwny blok i odlewy. Jedynie pokrywa zaworów została wykonana z aluminium. Silnik Pontiaca wykorzystywał, wzmocniony włóknem szklanym, pasek rozrządu, który pracował znacznie ciszej niż popularne w owym czasie łańcuchy i koła zębate. Pasek wymagał wymiany co 25 000 mil, jego ewentualne pęknięcie nie uszkadzało zaworów, ponieważ rozrząd był bezkolizyjny. Zawory były otwierane za pomocą popychaczy, które obracały się na jednym na nieruchomych hydraulicznych regulatorach. Pompa olejowa, napęd rozdzielacza i napęd pompy paliwowej  nie były umieszczone w bloku, lecz zamontowane na zewnątrz i napędzane przez pasek rozrządu. Podstawowa odmiana o mocy 165 KM wykorzystywała jednogardzielowy gaźnik. Silnik OHC 6 był jakoby odpowiedzią na konstrukcję Jeep Tornado.
W roku 1968 zwiększono pojemność jednostki OHC do 250 (4,1 l). Podstawowy wariant legitymował się mocą 175 KM.
Samochody Pontiac na rynku kanadyjskim występowały jednostkami OHV Chevroleta.

### OHC Sprint
Opcjonalna wersja Sprint posiadała wzmocnione tłoki, ostrzejszą krzywkę wałka rozrządu, podwójne sprężyny zaworowe, podwójny kolektor wydechowy, mocniejszą cewkę zapłonową i czterogardzielowy gaźnik Rochester Quadrajet. Moc silnika OHC Sprint wynosiła 207 KM. W 1967 roku moc wzrosła do 215 KM. Podobnie jak inne silniki Pontiaca z tej epoki, OHC 6 nie był dostępny w Kanadzie, z wyjątkiem modelu Firebird Sprint.
Wersje Sprint 4,1 l osiągały 230 KM z przekładnią ręczną, zaś z automatyczną 215 KM. Wersje z manualną skrzynią biegów otrzymały ostrzejszy wałek rozrządu.
Ze względu na rosnącą popularność silników V8 w segmencie pony car, sześciocylindrowe konstrukcje nie były zbyt chętnie wybieranym źródłem napędu. Statystycznie Pontiac Firebird pierwszej generacji z jednostką OHC stanowił mniej niż 25% produkcji, w rękach prywatnych wiele z tych pojazdów otrzymało mocniejsze silniki V8. W latach 70. stosowano R6 OHV konstrukcji Chevroleta, aż do wyparcia ich w 1977 roku przez jednostki Buick V6
Faktem jest, że na tle amerykańskich samochodów z silnikami R6, konstrukcja OHC Pontiaca była praktycznie bezkonkurencyjna.